# Cyanoacetylen
Cyanoacetylen (auch Propiolnitril) ist eine organische Verbindung, die als monosubstituiertes Ethin bzw. als Nitril der Acetylencarbonsäure (Propiolsäure) gesehen werden kann.

## Vorkommen
Cyanoacetylen wurde durch spektroskopische Methoden in interstellaren Wolken, sowie im Schweif des Kometen C/1995 O1 (Hale-Bopp) und in der Atmosphäre des Saturnmondes Titan nachgewiesen.

## Darstellung und Gewinnung
Die Darstellung von Cyanoacetylen gelingt durch die Dehydratisierung von Acetylencarbonsäureamid in Gegenwart von Phosphorpentoxid. Das Säureamid kann über eine Esterstufe aus der Acetylencarbonsäure hergestellt werden, die durch die Umsetzung von Ethin mit Kohlendioxid zugänglich ist.

## Eigenschaften
Cyanoacetylen ist eine niedrigsiedende, farblose Flüssigkeit. Unterhalb von 5 °C erstarrt die Verbindung. Festes Cyanoacetylen kristallisiert in einem monoklinen Kristallsystem. Die Dämpfe sind leicht entzündlich und extrem tränenreizend. Bei Bestrahlung mit UV-Licht polymerisiert Cyanoacetylen. In Gegenwart von Peroxiden wird keine wesentliche radikalische Polymerisation beobachtet. Mit Ammoniak wird über Wasserstoffbrücken ein 1:1-Komplex gebildet.
Cyanoacetylen besitzt eine merkliche CH-Acidität, d. h., es kann durch starke Basen deprotoniert werden. Grund ist die Mesomeriestabilisierung des Anions (−M-Effekt der Cyanogruppe).

## Verwendung
Durch Ethoxycarbonylierung von Cyanoacetylen können Cyanoacrylate hergestellt werden.